# Apocalipsis (álbum)
Apocalipsis es el sexto álbum de estudio del grupo español de heavy metal Tierra Santa. El disco está compuesto de 11 canciones y salió a la venta en 2004.
Este álbum muestra una cierta evolución en la ejecución de sus canciones, ya que se inclina un poco a composiciones más melódicas, pero sin perder el estilo auténtico de la banda.
En la edición especial de Apocalipsis, aparte del CD, viene incluido un DVD que contiene los vídeos grabados en directo de las canciones «Hamlet», «Indomable», «Juana de Arco», «Las walkirias», «La sombra de la bestia» y «Tierra Santa», además de entrevistas e imágenes en estudio.

## Lista de canciones
Todas las canciones fueron compuestas por Tierra Santa.

| N.º | Título                  | Duración |  |
| 1.  | «Nerón»                 | 4:46     |  |
| 2.  | «Apocalipsis»           | 3:34     |  |
| 3.  | «Nací siendo libre»     | 4:03     |  |
| 4.  | «Tu misión»             | 5:03     |  |
| 5.  | «Kamikaze»              | 3:06     |  |
| 6.  | «Rumbo a las estrellas» | 4:08     |  |
| 7.  | «La ira del cielo»      | 3:32     |  |
| 8.  | «El grito de la Tierra» | 3:28     |  |
| 9.  | «Soñar con ella»        | 3:18     |  |
| 10. | «Esta tierra es mía»    | 4:02     |  |
| 11. | «Hermano del viento»    | 2:36     |  |

### Edición especial (Disco compacto + DVD)
| N.º | Título                   | Duración |  |
| 1.  | «Hamlet»                 |          |  |
| 2.  | «Indomable»              |          |  |
| 3.  | «Juana de Arco»          |          |  |
| 4.  | «Las walkirias»          |          |  |
| 5.  | «La sombra de la bestia» |          |  |
| 6.  | «Tierra Santa»           |          |  |

## Formación
- Ángel San Juan — voz y guitarra
- Arturo Morras — guitarra
- Roberto Gonzalo — bajo
- Iñaki Fernández — batería
- Mikel G. Otamendi — teclados